# Nowogródek Pomorski (gmina)
Nowogródek Pomorski – gmina wiejska w północno-zachodniej Polsce, położona w południowo-zachodniej części województwa zachodniopomorskiego, w powiecie myśliborskim. Siedzibą gminy jest wieś Nowogródek Pomorski.
Miejsce w województwie (na 114 gmin): powierzchnia 72., ludność 106.
Według danych z 31 grudnia 2019 roku gminę zamieszkiwało 3357 osób.

## Położenie
Gmina jest położona w południowo-zachodniej części woj. zachodniopomorskiego, w południowo-wschodniej części powiatu myśliborskiego.
Gmina leży na Równinie Gorzowskiej i Pojezierzu Myśliborskim. Gmina jest podzielona na rolniczą część środkową oraz leśną północną i południowo-wschodnią, w której znajduje się fragment Puszczy Gorzowskiej.
Sąsiednie gminy:
- Barlinek i Myślibórz (powiat myśliborski)

w województwie lubuskim:
- Kłodawa i Lubiszyn (powiat gorzowski)

Do 31 grudnia 1998 r. wchodziła w skład województwa gorzowskiego.
Gmina stanowi 12,4% powierzchni powiatu.

## Demografia
Dane z 30 czerwca 2004:
| Opis                              | Ogółem | Ogółem | Kobiety | Kobiety | Mężczyźni | Mężczyźni |
| --------------------------------- | ------ | ------ | ------- | ------- | --------- | --------- |
| jednostka                         | osób   | %      | osób    | %       | osób      | %         |
| populacja                         | 3282   | 100    | 1648    | 50,2    | 1634      | 49,8      |
| gęstość zaludnienia (mieszk./km²) | 22,5   | 22,5   | 11,3    | 11,3    | 11,2      | 11,2      |

Gminę zamieszkuje 4,9% ludności powiatu. 

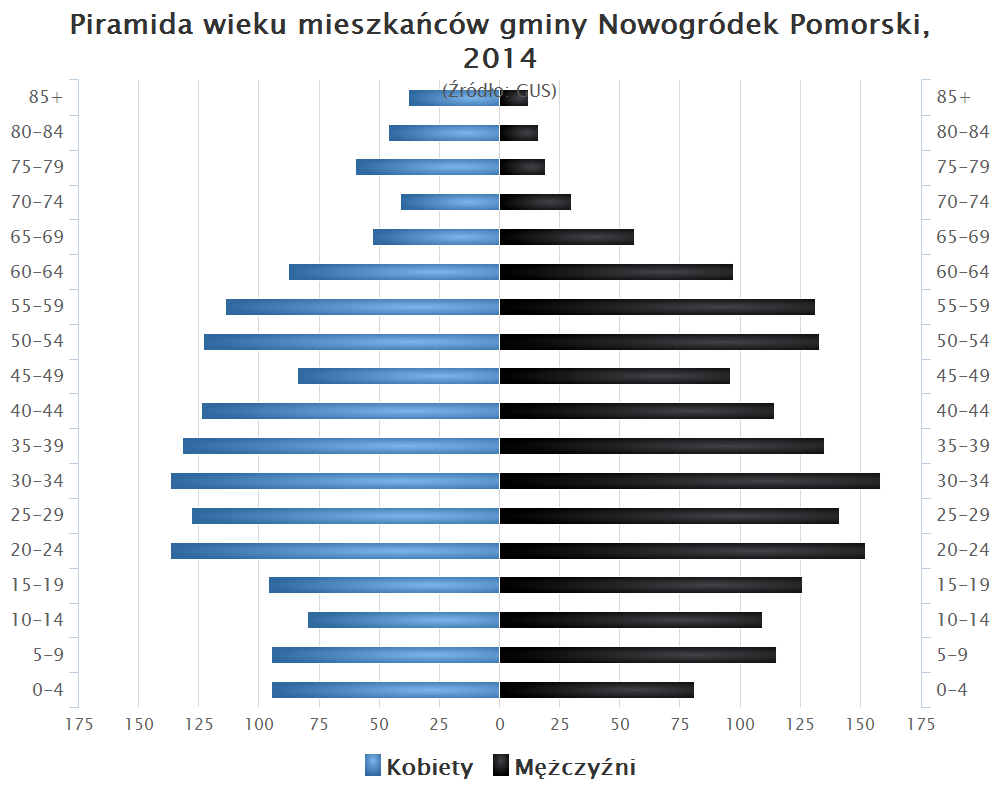
Piramida wieku mieszkańców gminy Nowogródek Pomorski w 2014 roku

## Komunikacja
Przez zachodnią część gminy prowadzi droga krajowa nr 3 łącząca wieś Świątki przez Renice (7 km, skrzyżowanie z drogą krajową nr 26 z Lipianami (14 km) i Gorzowem Wielkopolskim (26 km). Odległość z Nowogródka Pomorskiego do Świątek wynosi 6 km, a do stolicy powiatu, Myśliborza 14 km.
Przez wieś Świątki prowadziła także linia kolejowa, otwarta w 1912 r., z Myśliborza do Gorzowa Wielkopolskiego. W 1991 r. linia ta została zamknięta.
W gminie czynne są 2 urzędy pocztowe: Nowogródek Pomorski (nr 74-304) i Karsko (nr 74-305).

## Administracja
W 2016 r. wykonane wydatki budżetu gminy Nowogródek Pomorski wynosiły 12,8 mln zł, a dochody budżetu 14 mln zł. Zobowiązania samorządu (dług publiczny) według stanu na koniec 2016 r. wynosiły 6,2 mln zł, co stanowiło 44,4% poziomu dochodów.